# Edmund (rivier)
De Edmund is een rivier in de regio Gascoyne in West-Australië.

## Geschiedenis
De eerste Europeaan die de rivier ontdekte was Francis Thomas Gregory. De rivier werd vermoedelijk door landmeter-generaal John Septimus Roe, in 1858, naar de Britse admiraal Edmund Lyons vernoemd.
Het stroomgebied van de Edmund valt sinds 2019 onder de native title van de Thiin-Mah, Warriyangka, Tharrkari en Jiwarli aboriginesvolkeren.

## Geografie
De Edmund ontstaat op een hoogte van 423 meter, ten noorden van het Barlee-gebergte, en stroomt vervolgens 85 kilometer naar het zuidwesten. De rivier wordt onderweg gevoed door de volgende waterlopen:
- Dundagee Creek (396m)
- Edmund Claypan Creek (393m)
- Bobbamindagee Creek (368m)
- Donald Creek (364m)
- Rock Hole Creek (318m)
- Dingo Creek (316m)

De rivier voegt zich vervolgens bij de rivier Lyons die later in de rivier Gascoyne uitmondt.